# Cá tuyết Murray
Cá tuyết Murray (Murray cod, danh pháp khoa học: Maccullochella peelii) là một loài cá ăn thịt lớn nước Úc thuộc về chi Maccullochella và họ Percichthyidae. Dù loài này chỉ được dân địa phương gọi là "cá tuyết", nó không liên quan đến các loài cá tuyết biển (Gadus) tại Bắc Bán Cầu. Cá tuyết Murray chiếm một phần quan trọng trong sinh cảnh động vật có dây sống hoang dã nước Úc và sinh sống ở hệ thống sông Murray-Darling. Cá tuyết Murray là một trong số các loài cá thuần nước ngọt lớn nhất thế giới, và lớn nhất tại Úc. Một vài tên tiếng Anh thông thường của chúng là cod, greenfish, goodoo, Mary River cod, Murray perch, ponde, pondi và Queensland freshwater cod.
Tên khoa học của các tuyết Murray xuất phát từ một nhà nghiên cứu cá người Úc thời kỳ đầu có họ là McCulloch và con sông nơi nhà thám hiểm Major Mitchell lần đầu tiên mô tả khoa học loài này, sông Peel. Trong nhiều năm, tên bị đổi thành M. peelii peelii để phân biệt với cá tuyết sông Mary, được xem là một phân loài của cá tuyết Murray. Tuy nhiên, tới năm 2010, cá tuyết sông Mary được nâng lên thành một loài (M. mariensis), nên tên cá tuyết Murray được lượt lại thành M. peelii.
Các quần thể cá tuyết Murray đã suy giảm đáng thể từ kế hoạch thực dân hóa của người châu Âu do một số nguyên nhân, gồm đánh bắt quá mức, chỉnh biến sông ngòi, và thoái hóa môi trường sống, và hiện được xem là một loài bị đe dọa. Dù chúng từng sinh sống trên gần như toàn lưu vực Murray-Darling, hệ thống sông lớn nhất nước Úc, với số lượng lớn.
Đây là cá sống lâu, cá tuyết Murry trưởng thành ăn thịt, chủ yếu là các cá khác. Loài này thể hiện sự quan tâm chăm sóc lớn với trứng của chúng. Trứng được đẻ vào mùa xuân trên các khúc gỗ rỗng hoặc trên các bề mặt cứng khác. Đây là mục tiêu câu cá và ngư nghiệp phổ biến. Nó cũng là cá cảnh phổ biến ở Úc.